# Чернява
Черня́ва — село в Україні, в Наркевицькій селищній територіальній громаді Хмельницького району Хмельницької області. Населення становить 235 осіб.

## Історія
Колишній орган місцевого самоуправління — Чернявська сільська рада.

## Голодомор у Чернявій
За даними різних джерел в селі в 1932—1933 роках загинуло близько 100 чоловік. На сьогодні встановлено імена 6. Мартиролог укладений на підставі поіменних списків жертв Голодомору 1932—1933 років, складених Чернявською сільською радою. Поіменні списки зберігаються в Державному архіві Хмельницької області.
- Бесараб Ганна, вік невідомий, 1933 р.,
- Возняківський, вік невідомий, 1933 р.,
- Нидзюк Харитон, вік невідомий, 1933 р.,
- Олійник, вік невідомий, 1933 р.,
- Перчук Сергій, вік невідомий, 1933 р.,
- Підкалюк Олекса, вік невідомий, 1933 р.,

## Галерея

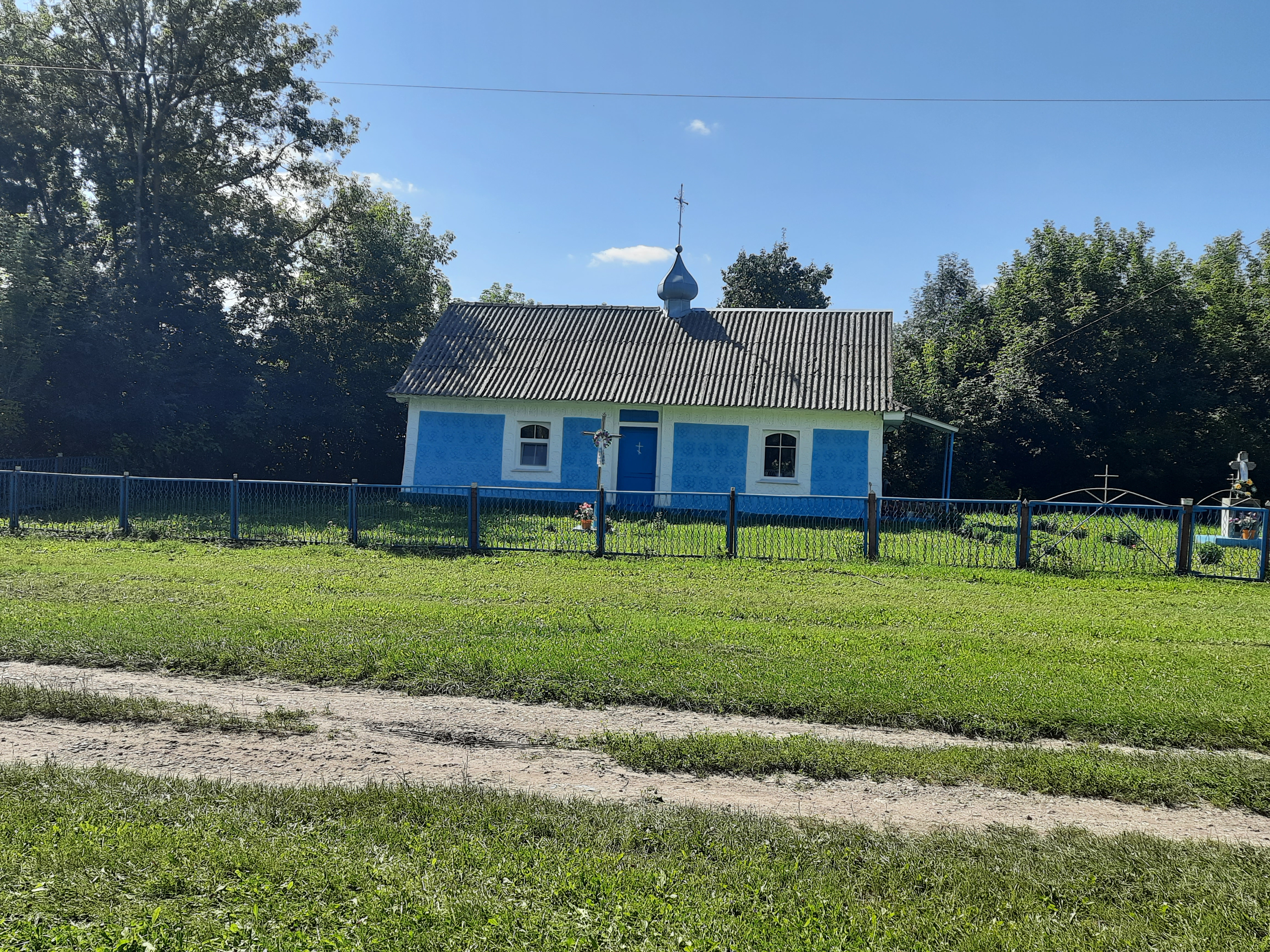
Сільська церква
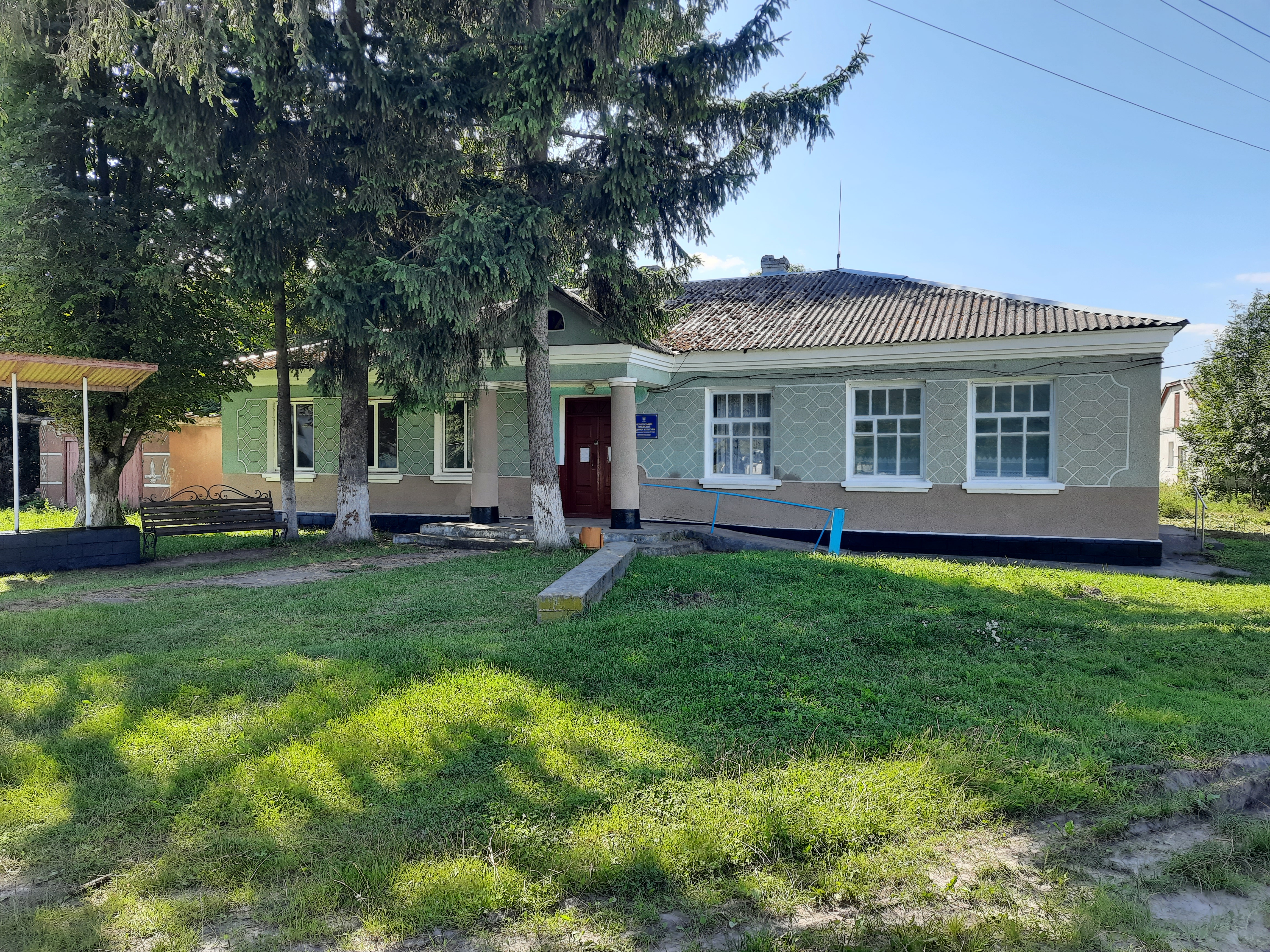
Будинок культури
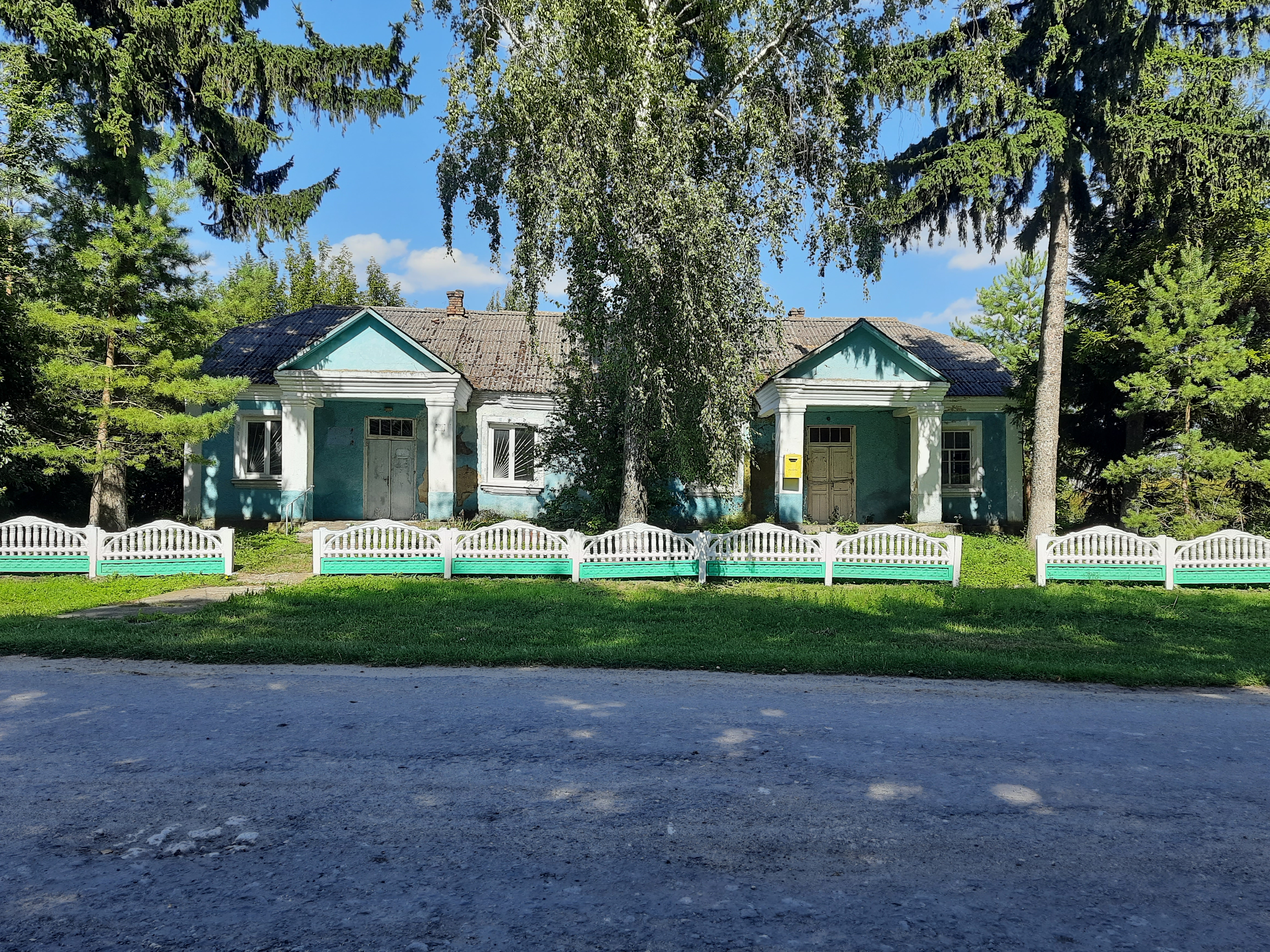
Крамниця, поштове відділення
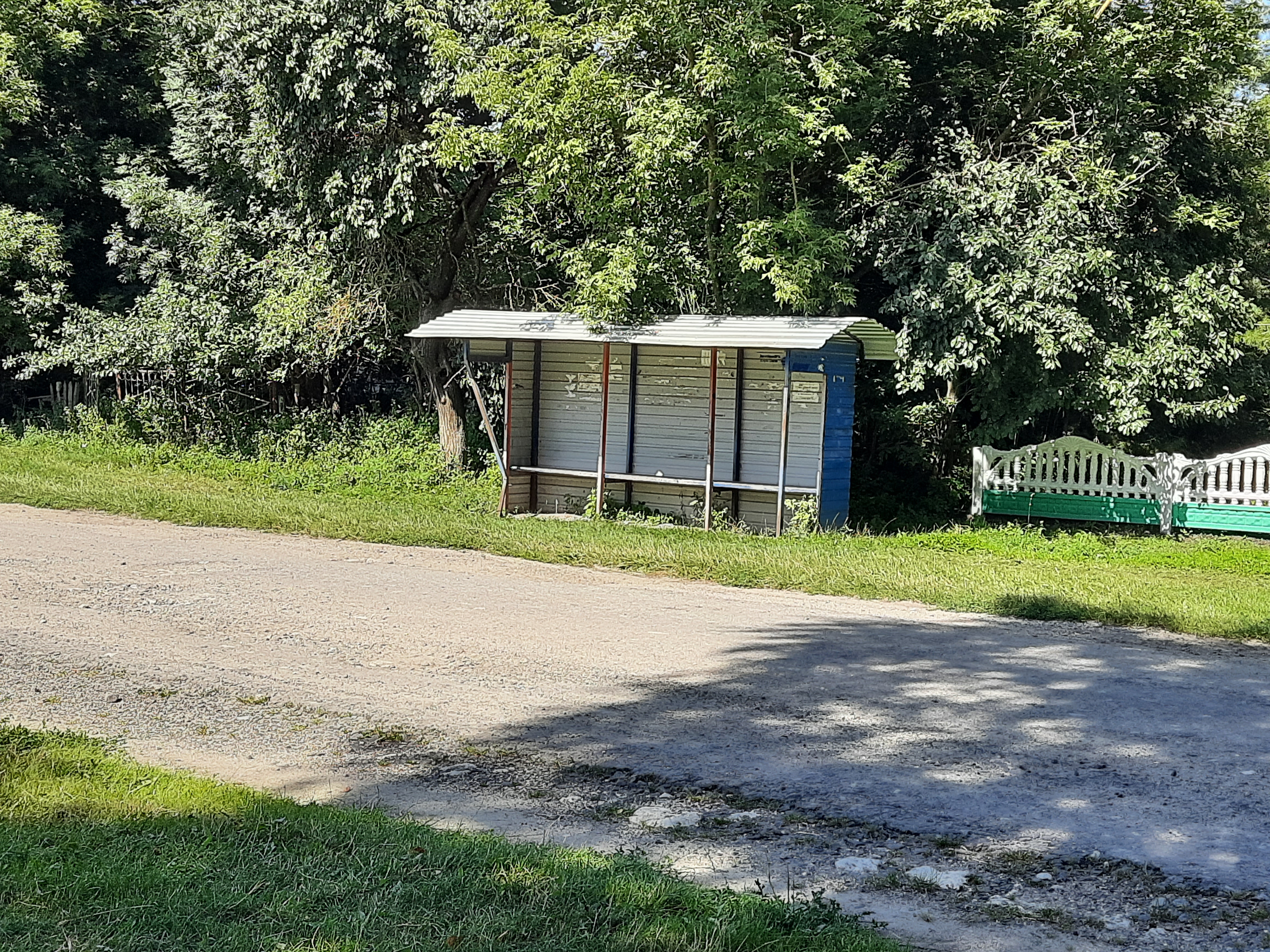
Автобусна зупинка
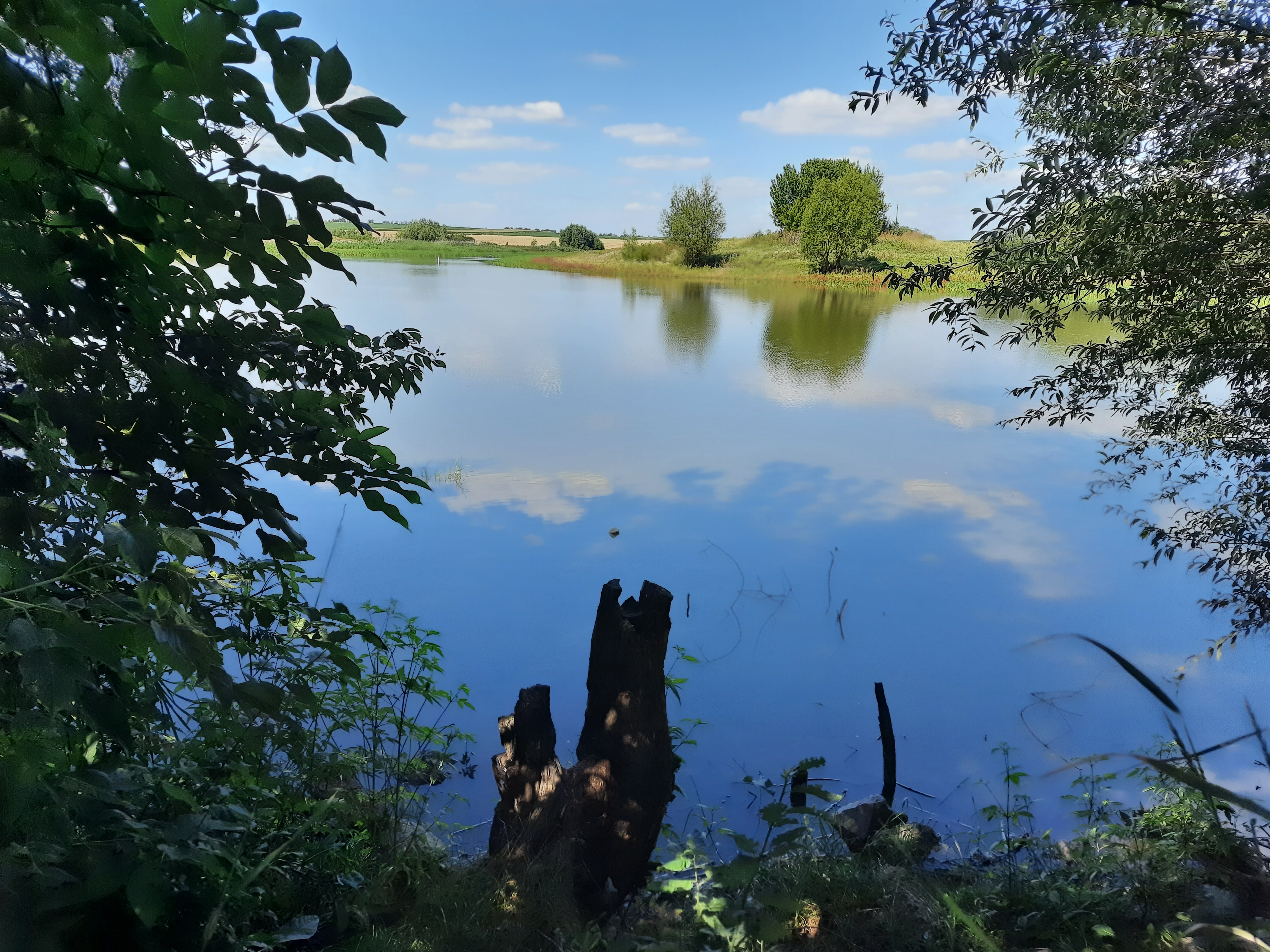
Став біля села
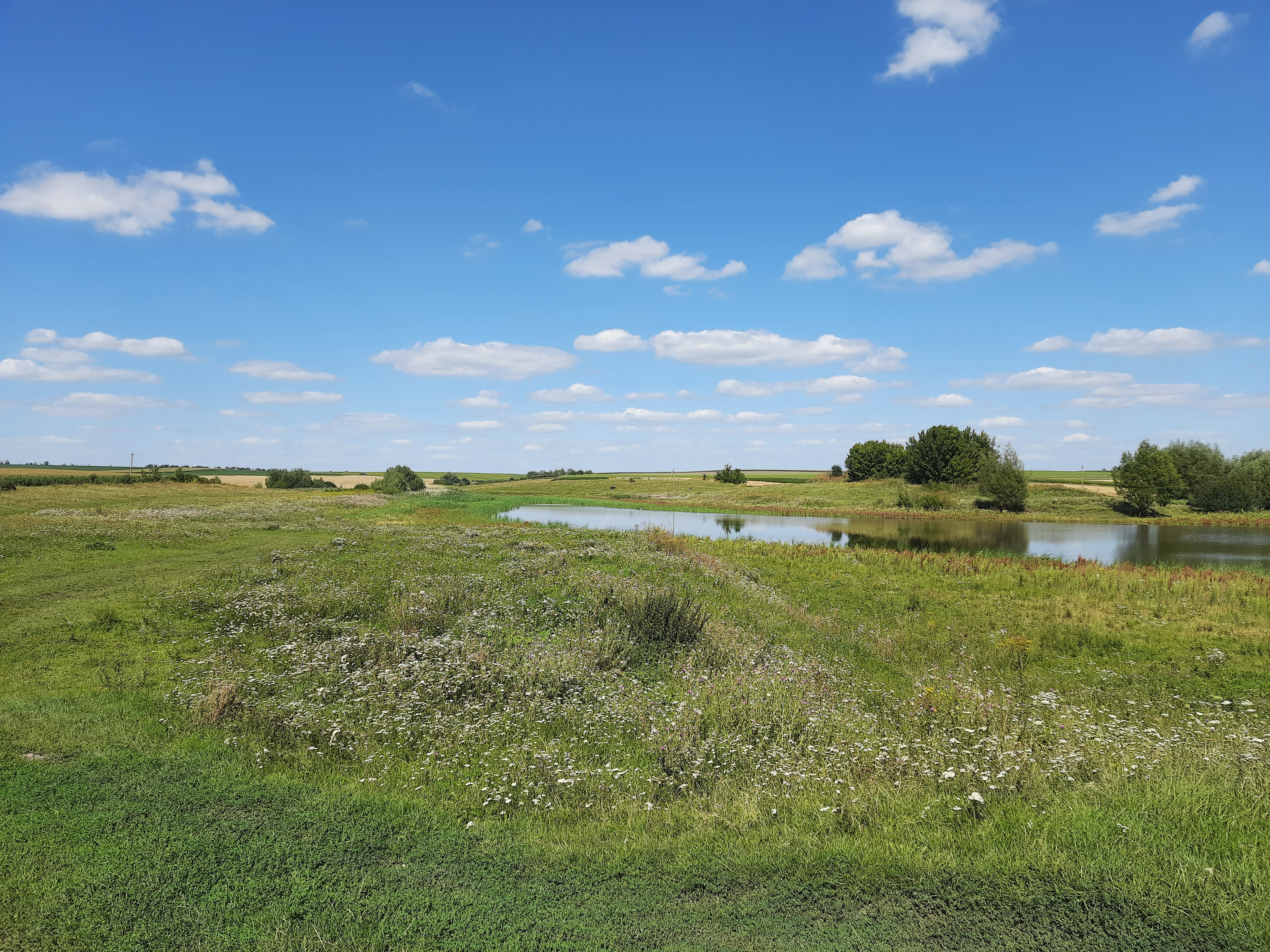
Краєвид біля села